# Niarbou Kouara
Niarbou Kouara (auch: Niarba Koira) ist ein Weiler in der Landgemeinde Tondikiwindi in Niger.

## Geographie
Der Weiler befindet sich rund 29 Kilometer nordwestlich des Hauptorts Tondikiwindi der gleichnamigen Landgemeinde, die zum Departement Ouallam in der Region Tillabéri gehört. Zu den Siedlungen in der näheren Umgebung von Niarbou Kouara zählen Tinzaou im Nordosten, Mangaïzé im Osten und Tondi Koirey im Westen.
Es herrscht das Klima der Sahelzone vor, mit einer durchschnittlichen jährlichen Niederschlagsmenge zwischen 300 und 400 mm.

## Geschichte
Mutmaßliche Mitglieder der Terrororganisation Islamischer Staat in der Größeren Sahara töteten am 9. September 2021 in Niarbou Kouara elf Menschen.

## Bevölkerung
Bei der Volkszählung 2012 hatte Niarbou Kouara 227 Einwohner, die in 18 Haushalten lebten.